# Струково (Вяземский район)
Струково — деревня в Вяземском районе Смоленской области России. Входит в состав Относовского сельского поселения. Население — 1 житель (2007 год). 
Расположена в восточной части области в 15 км к северо-западу от Вязьмы, в 6 км севернее автодороги М1 «Беларусь», на берегу реки Сарогощь. В 11 км южнее деревни расположена железнодорожная станция Семлёво на линии Москва — Минск. 

## История
В годы Великой Отечественной войны деревня была оккупирована гитлеровскими войсками в октябре 1941 года, освобождена в марте 1943 года.